# سفارت دانمارک در اسلو
سفارت دانمارک در اسلو (به لاتین: Embassy of Denmark) یک سفارت در نروژ است که در Oslo municipality واقع شده‌است.